# Виллар, Луи-Антуан де Бранкас
Луи-Антуан де Бранкас (фр. Louis-Antoine de Brancas; 12 февраля 1682 — 1 февраля 1760), герцог де Виллар — французский государственный и военный деятель.

## Биография
Сын Луи I де Бранкаса, герцога де Виллара, и Мари де Бранкас.
Граф де Мобек, барон д'Уаз, Л'Иль-Шантерсье, маркиз д'Апийи, граф де Лораге.
В 1701 году получил новонабранный пехотный полк. Служил в Нидерландах в 1708—1709 годах как адъютант герцога Бургундского. В июле 1709 получил Орлеанский полк, расформированный в 1714 году.
В декабре 1709 отец уступил ему герцогский титул. Жалованной грамотой от 2 сентября 1716 получил право пользоваться достоинством пэра Франции, 5-го зарегистрирован в этом качестве Парламентом, и 7-го принес присягу и участвовал в заседании.
3 июня 1724 пожалован в рыцари орденов короля.

## Семья
Жена (14.12.1709): Мари-Анжелика Фремен де Мора (1676—7.06.1763), дочь Гийома Фремена, графа де Мора, президента Мецкого парламента, посланника в Пфальце и Испании, и Мари-Анжелики Кадо
Дети:
- дочь (р. 1710, ум. до того, как успели дать имя)
- Аделаида-Луиза-Кандида (14.04.1713—8.04.1740), придворная дама королевы Польской. Муж (6.02.1730): Клод-Гюстав Кретьен (1706—1778), маркиз де Салль, губернатор Вокулёра
- Луи II (5.05.1714—10.01.1793), герцог де Виллар. Жена 1) (28.07.1731): Аделаида-Женевьева д'О (1716—1735); 2) (19.01.1742): Диана-Аделаида де Майи-Нель (1714—1765); 3) (29.06.1772): Вильгельмина фон Нойкирхен фон Нивенхайм